# ウィーンフィル・ニューイヤーコンサート2005
ウィーンフィル・ニューイヤーコンサート2005(ドイツ語: Neujahrskonzert der Wiener Philharmoniker 2005)は、ウィーン・フィルハーモニー管弦楽団による2005年のニューイヤー・コンサート。指揮者はロリン・マゼールが務めた（11回目　最後)。

## 概要
- ロリン・マゼールが1999年以来6年ぶり11回目の指揮台に立った。マゼールにとって、これが最後のニューイヤー・コンサート出演となった。
- 前年末に起きたスマトラ島沖地震に配慮して、ラデツキー行進曲の演奏がカットされた。
- 例年アンコール止めに演奏されるラデツキー行進曲がカットされたためでもあるが、ヨハン・シュトラウス1世の曲が1曲も演奏されなかった。

## 演奏曲目

### 第１部
- インディゴ行進曲 Op.349（ヨハン・シュトラウス2世）
- ポルカ・マズルカ「上流社会」Op.155（ヨハン・シュトラウス2世）
- ワルツ「楽しみを追う人たち」Op.91（ヨーゼフ・シュトラウス）
- ポルカ・フランセーズ「冬の愉しみ」Op.121（ヨーゼフ・シュトラウス）
- ポルカ・マズルカ「モダンな女」Op.282（ヨーゼフ・シュトラウス）
- ワルツ「千夜一夜物語」Op.346（ヨハン・シュトラウス2世）
- ポルカ・シュネル「インドの舞姫」Op.351（ヨハン・シュトラウス2世）

### 第２部
- 喜歌劇「美しきガラテア」序曲（フランツ・フォン・スッペ）
- クリップ・クラップ・ギャロップ Op.466（ヨハン・シュトラウス2世）
- ワルツ「北海の絵」Op.390（ヨハン・シュトラウス2世）
- 農夫のポルカ Op.276（ヨハン・シュトラウス2世）
- ポルカ・マズルカ「蜃気楼」Op.330（ヨハン・シュトラウス2世）
- ポルカ・シュネル「観光列車」Op.281（ヨハン・シュトラウス2世）
- ポルカ・フランセーズ「ウィーン式に」（ヨーゼフ・ヘルメスベルガー2世）
- ロシアの行進曲的幻想曲 Op.353（ヨハン・シュトラウス2世）
- ポルカ・マズルカ「心と魂」Op.323（ヨハン・シュトラウス2世）
- ピツィカート・ポルカ（ヨハン2世＆ヨーゼフ・シュトラウス兄弟の合作）　ソロ・ヴァイオリン: ロリン・マゼール
- ワルツ「ウィーンの森の物語」Op.325（ヨハン・シュトラウス2世） 　ソロ・ヴァイオリン: ロリン・マゼール
- ポルカ「電気的」（エドゥアルト・シュトラウス）

### アンコール
- 狩りのポルカ　Op.373（ヨハン・シュトラウス2世）
- ワルツ「美しく青きドナウ」Op.314 (ヨハン・シュトラウス2世)

## エピソード
- 第2部冒頭の「美しきガラテア」序曲の演奏後に、ウィーン・フィル楽団長クレメンス・ヘルスベルクによるスマトラ島沖地震を悼むスピーチが行われ、ウィーン・フィルからペットボトルのミネラル・ウォーター500本を被災地に贈ることが発表された。
- 指揮者ロリン・マゼールは第2部のピツィカート・ポルカと「ウィーンの森の物語」でヴァイオリン･ソロを披露している。

## 備考
- コンサートの模様が完全収録されたCDおよびDVDが､2005年春にユニバーサルから発売された。なお、ロリン・マゼールは1980年以来、11回にわたってニューイヤー・コンサートに出演し、当日の演奏を収めたLP、CDも８点が商品化されているが、映像については今回が唯一の商品化である。